# Amphipyra variegata
Amphipyra variegata är en fjärilsart som beskrevs av W. Warren 1911. Amphipyra variegata ingår i släktet Amphipyra och familjen nattflyn. Inga underarter finns listade i Catalogue of Life.